# 오슬로 증권거래소

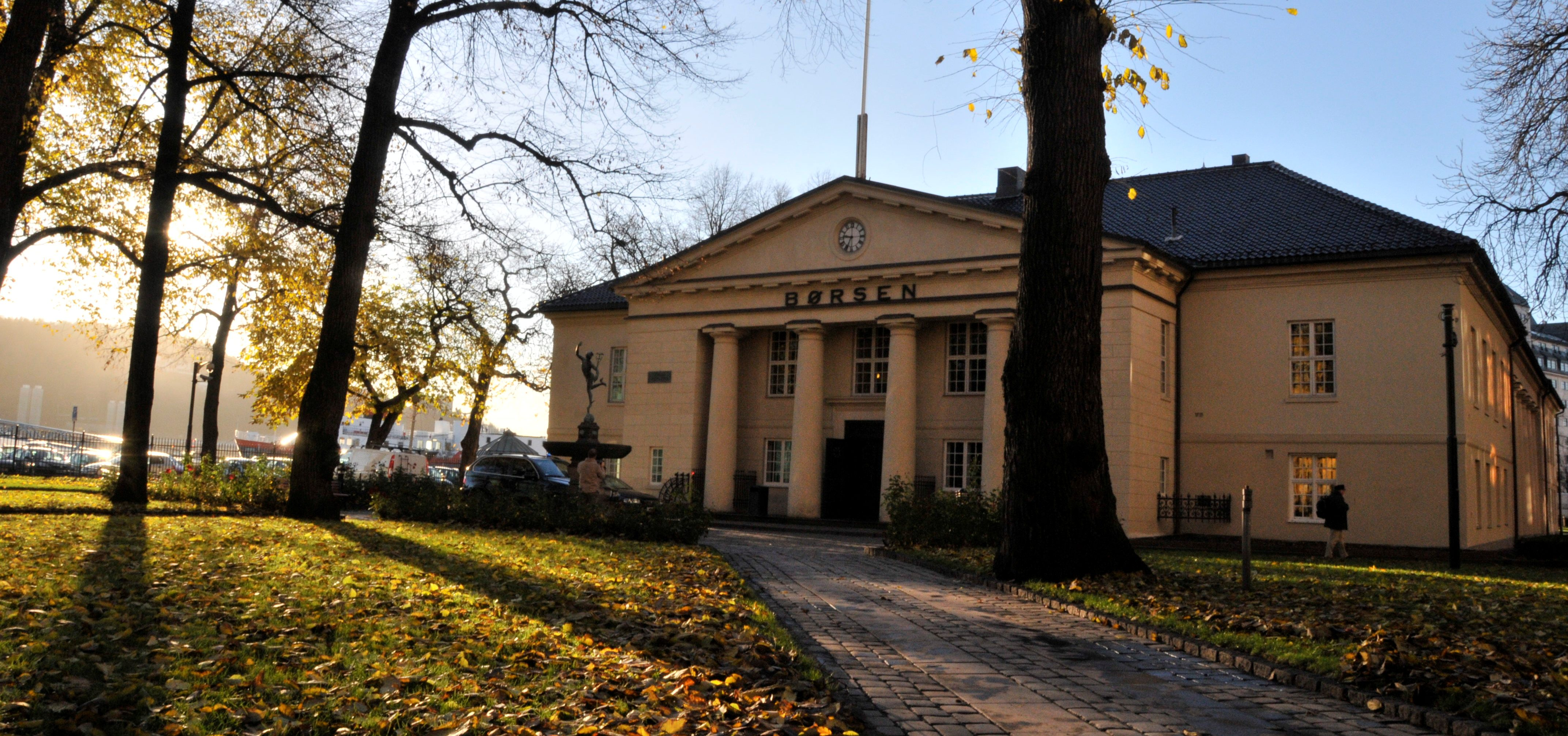
오슬로 증권거래소

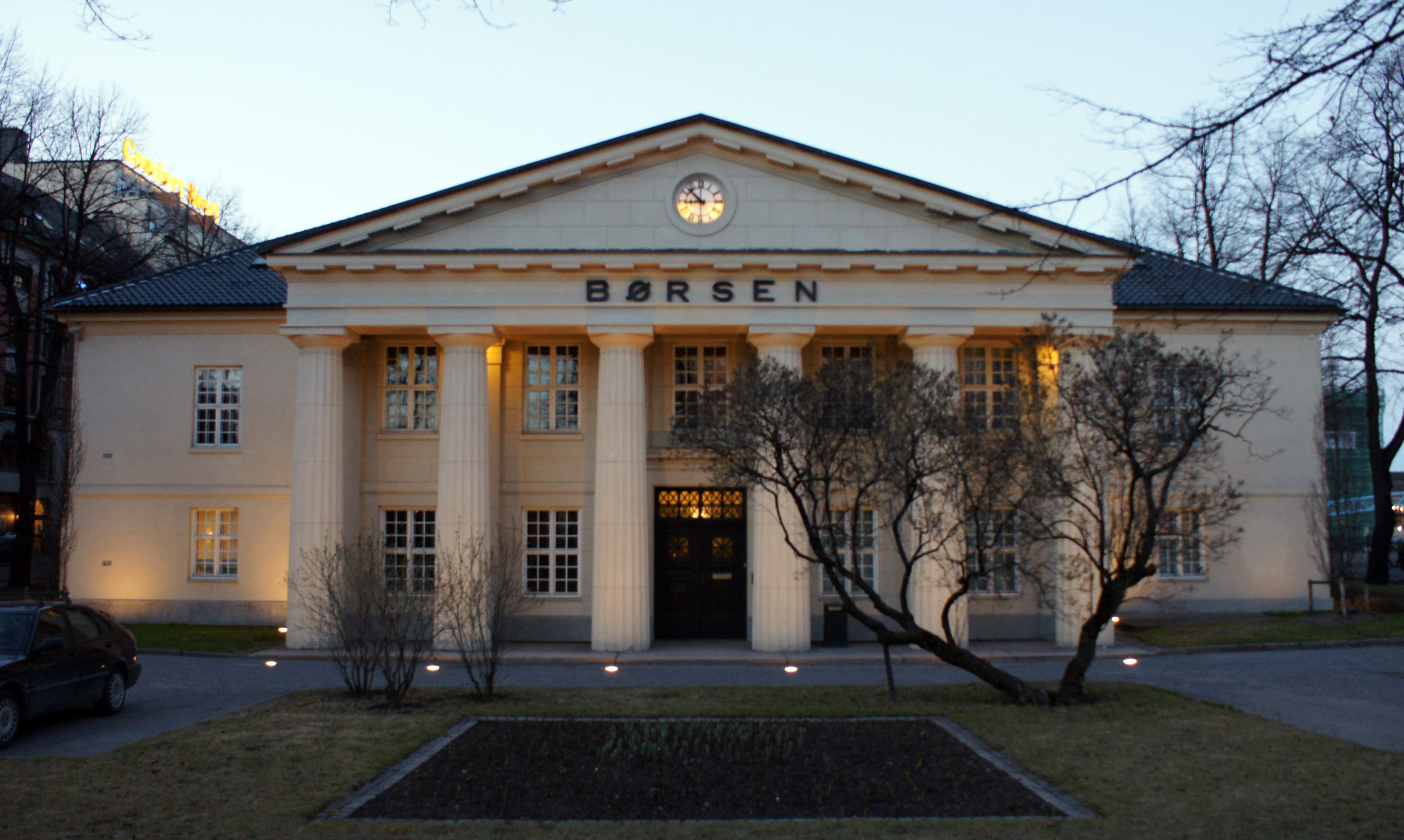
Oslo Børsen Building. 2011년.

오슬로 증권거래소(Oslo Stock Exchange, 노르웨이어: Oslo Børs)는 노르웨이 회사의 지분을 거래하는 주요 시장이다. 1819년 Christiania Børs라는 이름으로 시작하였다.